# Singora
El Sultanat de Singora fou un antic estat centrat en una ciutat portuària fortificada, precursora de la moderna ciutat de Songkhla al sud de Tailàndia. Va ser fundat a l'inici del segle xvii per un persa, Dato Mogol, i va florir durant el regnat del seu fill, Sulaiman Shah. El 1680, després de dècades de conflicte, la ciutat va ser destruïda i abandonada; les seves restes inclouen forts, muralles de la ciutat, un cementiri holandès i la tomba del sultà Sulaiman Shah. Un canó amb una inscripció de Singora portant el segell del sultà Sulaiman Shah és mostra sota el pal de bandera de l'Hospital Reial de Chelsea, Londres.
La història del sultanat va ser documentada en contes, cartes i diaris escrits per agents de les companyies comercials britànica i holandesa de les Índies Orientals; la seva destrucció va ser esmentada en llibres i informes oficials de representants de les ambaixades franceses a Siam a meitat de la dècada de 1680. La història familiar del sultà Sulaiman també fou objecte de cròniques: la princesa Sri Sulalai, una consort del rei Rama II i mare de Rama III, era descendent del sultà Sulaiman; descendents moderns inclouen el 22è Primer ministre de Tailàndia i un ex almirall de la Marina. Les fonts pertanyents al canó de Singora inclouen els articles que es van publicar en revistes acadèmiques i cartes escrites pel General Sir Harry Prendergast, comandant de la Força Expedicionària a Birmània que va capturar Mandalay en la tercera guerra anglo-birmana.

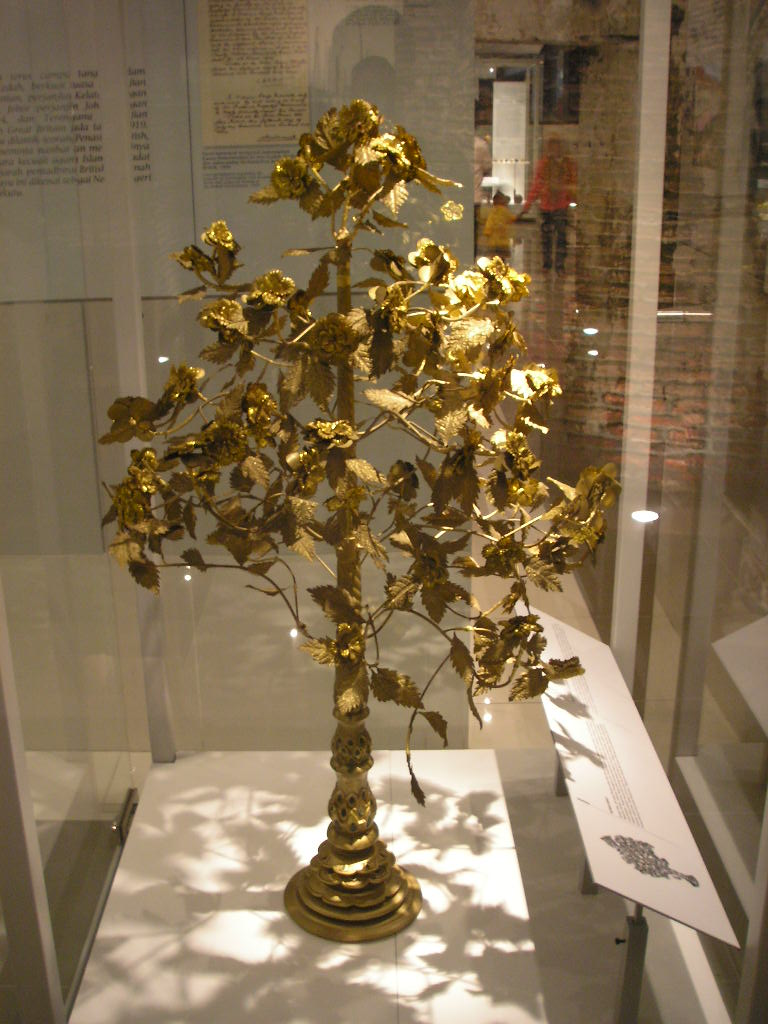
Els estats vassalls siamesos del sud van mostrar fidelitat a Ayuthaya i van enviar tribut. Juntament amb esclaus i armes, el tribut consistia en el Bunga Mas, un arbre metàl·lic petit decorat amb or.

El Sultanat de Singora, a vegades conegut com a Songkhla a la regió de Khao Daeng, fou un estat centrar en la ciutat portuària del mateix nom del sud de Tailàndia i precursor de la ciutat moderna de Songkhla. Estava situada prop de la punta del sud de la península de Sathing Phra, sobre i al voltant de les faldilles de les muntanyes Khao Daeng a Singha Nakhon. Britànics i holandesos de la Companyia de les Índies Orientals van anomenar a la ciutat com Sangora; els oficials japonesos la anemanaven Shinichu; els escriptors francesos contemporanis van utilitzar els noms de Singor, Cingor i Soncourat.
Singora va ser fundada al principi del segle xvii per Dato Mogol, un musulmà persa que va acceptar la sobirania siamesa i va pagar tribut al regne de Ayutthaya. El port es diu que era ideal i capaç d'acomodar més de 80 vaixells grans; una xarxa de camins i petits rius permetia el comerç transpeninsular amb el sultanat de Kedah. Jeremies Van Vliet, Director de la Companyia Holandesa de les Índies Orientals a Ayuthaya, va descriure Singora com una de les ciutats principals de Siam i un exportador important de pebre; el viatger francès i comerciant de gemmes, John Baptista Tavernier, va escriure sobre les mines d'estany que eren abundants a la ciutat. Un manuscrit de Sir Robert Cotton a la Biblioteca britànica parla de la política de port lliure de Singora i de que era un hub pel comerç regional. Dato Mogol va morir el 1620 i va ser succeït pel seu fill gran, Sulaiman. Un període de conflictes es va iniciar al cap de deu anys quan la reina de Pattani va enfrontar al nou governant de Siam, el rei Prasat Thong, un usurpador i tirà. La reina va retenir el tribut i va ordenar atacs a Ligor (moderna Nakhon Si Thammarat) i Bordelongh (moderna Phatthalung); Ayuthaya va respondre bloquejant Pattani amb un exèrcit de 60.000 homes. Singora va esdevenir implicat en la disputa i el 1633 va enviar un emisari a Ayuthaya demanant ajuda. El resultat d'aquesta petició no és conegut, però els rècords holandesos mostren que Singora fou severament damnada i la collita de pebre es va destruir.

## Independència
El desembre de 1641 Jeremias Van Vliet va deixar Ayuthaya i va navegar fins a Batavia. Va parar en ruta a Singora el febrer de 1642 i es va presentar a Sulaiman amb una carta d'introducció de Phra Khlang (conegit pels holandesos com el Berckelangh), el oficial siamès responsable d'afers estrangers. La resposta de Sulaiman la resposta ajuda a entendre la seva actitud: Singora podia rebre els holandesos sense permís de Siam, i no calia cap carta. Més tard del mateix any Sulaiman va declarar la independència de Singora amb relació a Ayuthaya i es va proclamar Sultan Sulaiman Shah . Va modernitzar el port, va ordenar la construcció de muralles i fosses, i va construir una xarxa de forts que es va estendre del port fins al cim de Khao Daeng. El comerç va florir: la ciutat era freqüentada per comerciants holandesos i portuguesos i tenia relacions amistoses amb comerciants xinesos. Ayuthaya va atacar almenys tres vegades Singora durant el regnat de Sulaiman regnat; cada atac va fallar. Un la campanya naval va acabar en l'ignomínia quan l'almirall siamès va abandonar el seu lloc. Per ajudar a defensar-se dels atacs per terra, Sulaiman va assignar el seu germà, Pharisees, per reforçar la ciutat propera de Chai Buri a Phatthalung.
Sulaiman va morir el 1668 i va ser succeït pel seu fill gran Mustafà Una guerra amb Pattani va esclatar poc després però malgrat ser sobrepassat en nombre de 4 per cada 1, Mustafà de Singora va refusar els intents de mediació del Sultà de Kedah i va confiar en el seu exèrcit de experimentats soldats i canoners.[22] Durant els darrers anys de la dècada del 1670 l'aventurer grec Constance Phaulkon va arribar a Siam; va navegar a Java en un vaixell de la Companyia Britànica de les Índies Orientals i, fent cas de les ordres del seu cap aviat es va embarcar en una missió per al contraban d'armes a Singora. promptly embarcat en una missió a smuggle armes a Singora. La seva aventura va acabar en fracàs quan va naufragar.

## Destrucció

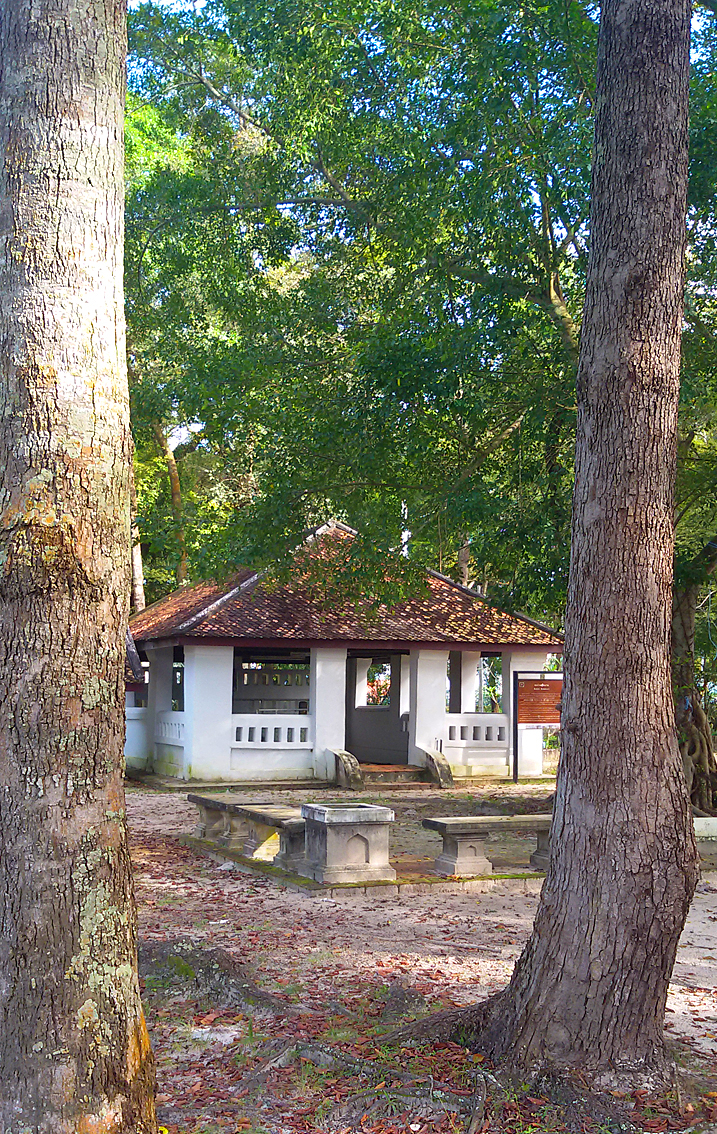
Restes del Sultanat de Singora inclouen els forts damunt i al voltant de Khao Daeng, un tram de muralles de la ciutat, un cementiri holandès i la tomba del Sultan Sulaiman Shah (mostrada aquí damunt).

El 1679 Ayuthaya va muntar una ofensiva final per liquidar la rebel·lió de Singora. Samuel Potts, comerciant de la Companyia Britànica de les Índies Orientals basat a Singora, va enregistrar les preparacions de la ciutat per la guerra.
En una carta datada l'agost de 1679 Potts va informar al seu col·lega de la Companyia que la flota siamesa havia arribat i accentuat el perill. Els esdeveniments que van seguir foren decisius: el 1680, després d'un setge que va durar més de sis mesos, Singora va ser destruïda i abandonada. Les fonts franceses contemporànies documenten la destrucció de la ciutat i proporcionen molts detalls. El cap de les operacions de la Companyia Francesa de les Índies Orientals a Ayuthaya descriu a Singora com una bona fortalesa que havia estat arrasada després d'una guerra de més de trenta anys; un missioner treballant a Ayuthaya a meitat de la dècada del 1680 diu que el rei de Siam va enviar els seus vaixells més bons per destruir el sultanat de dalt a baix. Simon de la Loubère, l'enviat de França a Siam el 1687, explica una història sobre un canoner francès de nom Cyprian, que es va arrossegar a la ciutat una nit i sense ajuda va capturar el sultà (A new historical relation of the Kingdom of Siam, 1693), Mentre que el relat de Loubère sobre la seva vida a Siam al segle xvii fou ben rebut pels seus contemporanis a França, la veracitat del seu conte sobre Cyprian i la caiguda de Singora ha estat qüestionada. Un article publicat en el Journal of the Royal Asiatic Society of Great Britain and Ireland, per exemple, el va descriure com "una història que podria haver passat en una edat romàntica, però és massa improbable com a fet històric". En una memòria datada el 1685 un oficial de la Companyia Francesa de les Índies Orientals reclamava que Singora fou finalment capturada mitjançant una argúcia.[30] El ministeri de cultira de Tailàndia de la cultura dona suport a aquesta versió dels esdeveniments i parla d'un espia que va burlar la vigilància de la ciutat, habilitant a les tropes siameses per entrar a i cremar-la completament.

## Cessió a França
El 1685 Siam va intentar cedir Singora a França: l'esperança era que la Companyia Francesa, amb suport d'una guarnició de tropes, podria reconstruir la ciutat, establir un correu de comerç i contrapesar la forta influència regional holandesa. The city was offered to France's envoy to Siam, the Chevalier de Chaumont, and a provisional treaty signed in December; Siamese ambassador Kosa Pan sailed to France the following year to ratify the cession. La ciutat va ser oferta a l'enviat de França a Siam, el Chevalier de Chaumont, i un tractat provisional es va signar el desembre; l'ambaixador Siamès Kosa Pan va navegar a França l'any següent per ratificar la cessió. Els francesos tanmateix, no hi van estar interessats: el Secretari d'Estat de l'Armada, el Marquès de Seignelay, va dir a Kosa Pan que Singora havia quedar arruïnada i ja no tenia cap ús i va demanar un lloc de comerç a Bangkok en comptes d'allí.

## Llegat

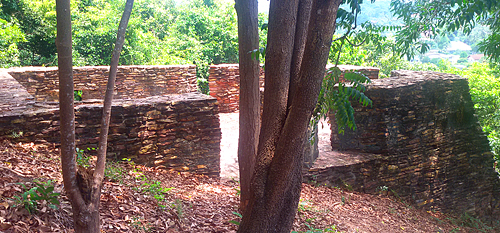
Típic dels forts de la muntanya és el fort 4: està construït al pendent de Khao Daeng, confrontant la muntanya pel seu darrere i augmentant a una alçada d'aproximadament 4.4 metres al llarg del front. Les dimensions internes són aproximadament 5,5 metres per 8,5 metres.

Després que Singora va ser destruïda, els fills del sultà Sulaiman foren perdonats i assignats a noves posicions a Siam.[35] Generacions posteriors de la família van estar properament connectats amb la reialesa siamesa: dos dels descendents de Sulaiman van manar les forces armades dirigides pel príncep Surasi en la conquesta de Pattani del 1786; la princesa Sri Sulalai, una consort del rei Rama II i mare del rei Rama III, era també descendent de Sulaiman. Descendents actuals inclouen l'almirall Niphon Sirithorn, ex Comandant-en-Cap de la Marina Reial Tailandesa; el general Chavalit Yongchaiyudh, el 22è primer ministre de Tailàndia; i una família de fabricants de seda al poble musulmà de Phumriang a Surat Thani.

## Història inicial
El ministeri de cultura de Tailàndia detalla les restes de catorze forts damunt i al voltant de la muntanya de Khao Daeng.[38] Els forts 4, 8 i 9 estan ben conservats i són característics de l'arquitectura militar del sultanat: el fort 4 pot ser assolit pujant per unes escales que comencen just darrere del centre d'informació arqueològica; el fort 8 és accessible per una escala propera a la mesquita del sultà Sulaiman Shah; el fort 9 està situat al cim d'una petita elevació del terreny prop de la carretera principal que porta de Singha Nakhon a l'illa de Ko Yo. Els forts 5 i 6 ocupen els pendents superiors de la muntanya i ofereixen vistes panoràmiques del llac Songkhla i el Golf de Tailàndia. Les dues pagodes en el cim de la muntanya Khao Daeng van ser construïdes en la base del fort 10 durant els anys 1830 per commemorar la supressió de les rebel·lions de Kedah.
En el seu llibre In the Land of Lady White Blood: Southern Thailand and the Meaning of History, Lorraine Gesick parla d'un manuscrit de Wat Pha Kho a Sathing Phra. El manuscrit (que Gesick data a finals del segle XVII) consisteix principalment d'un mapa il·lustrat d'aproximadament deu metres que descriu els forts de Sulaiman a Khao Daeng. Un microfilm d'aquest manuscrit, fet pel historiador americà David Wyatt, es troba a la Biblioteca de la Universitat Cornell.

### La tomba del Sultà Sulaiman Shah
Localitzada en un panteó musulmà aproximadament a 1 km al nord de Khao Daeng, la tomba del sultà Sulaiman Shah alberga un petit, pavelló d'estil tailandès envoltat per arbres grans. El cementiri és esmentat en el Sejarah Kerajaan Melayu Patani (Història del Regne Malay de Patani), un relat en alfabet Javi derivat majoritàriament del Hikayat Patani. El text descriu a sultà Sulaiman com un raja musulmà que va morir en batalla i el cementiri com "ple de res excepte jungla". La tomba és objecte de pelegrinatge en el sud profund de Tailàndia, on el sultà Sulaiman és reverenciat tant per musulmans com per budistes.

### El cementiri holandès
Aproximadament a 300 metres de la tomba del sultà Sulaiman hi ha un cementiri holandès conegut localment com la Tomba de Vilanda. El cementiri és localitzat dins les terres d'un complex de petroli de la PTT (la companyia pública de petroli i gas de Tailàndia); el permís és necessitat per obtenir accés. El 1998 es va fer una investigació del cementiri utilitzant radar de penetració a la terra. L'enquesta va aportar radargrames detallats mostrant taüts enterrats que van pertànyer a la comunitat holandesa de Singora del segle xvii. Un document que parla d'aquests descobriments va ser presentat a la IV reunió de la Environmental and Engineering Geophysical Society a Barcelona, el setembre de 1998.

## El canó de Singora a Londres

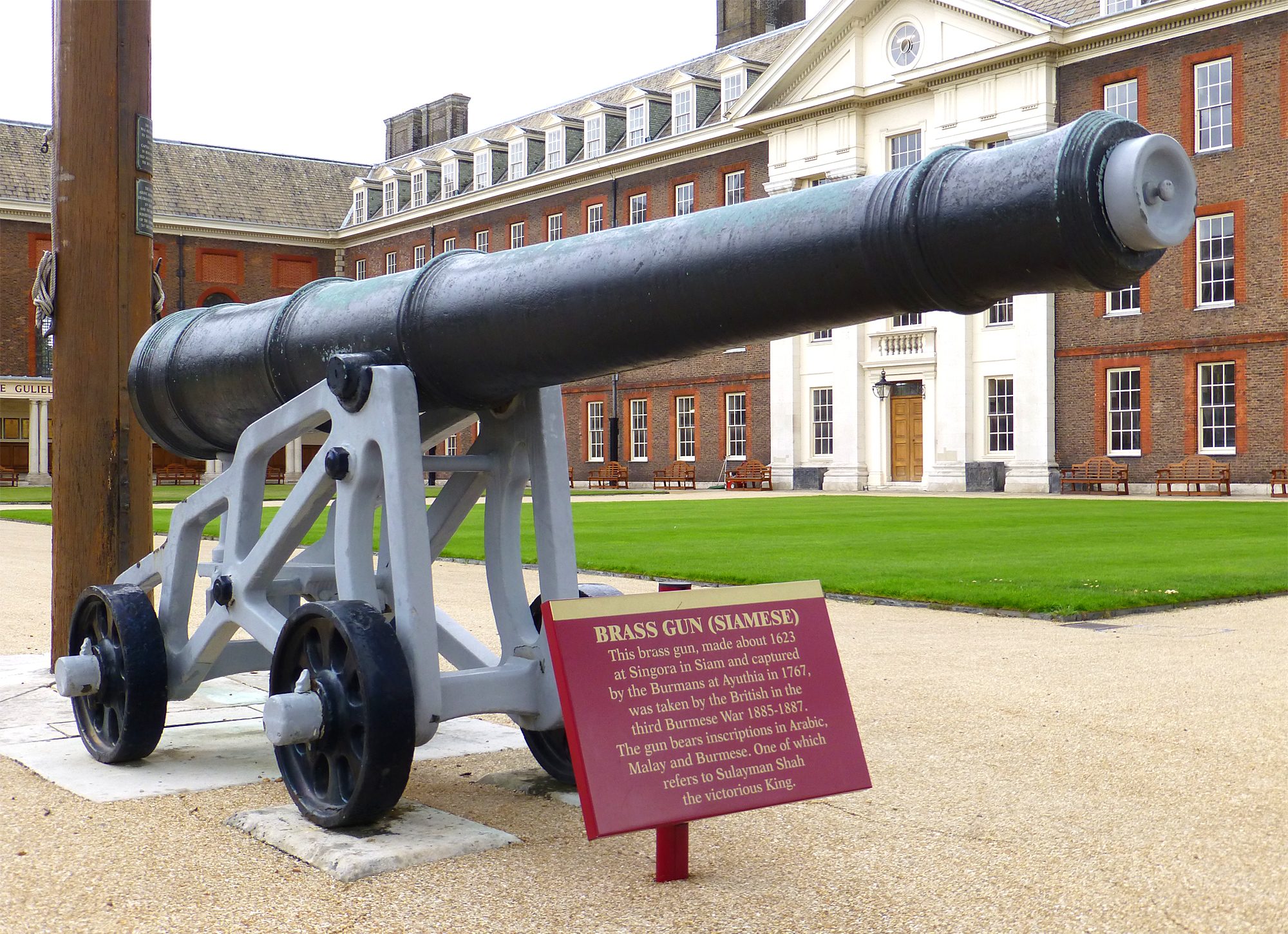
El canó de Singora canó sota el pal de bandera en els terrenys del pati de l'Hospital Reial de Chelsea, Londres. El canó és un dels que fou embarcat de Birmània a Anglaterra a petició del General Prendergast. Mentre la placa davant canó diu que canó que va ser "fet aproximadament el 1623", dos articles que es van publicar en el Journal of the Malaysian Branch of the Royal Asiatic Society tradueix la data com 4 Dhu al-Qi'dah 1063, el qual en el calendari gregorià correspon a 26 de setembre de 1653.

Després de la destrucció de Singora, les tropes siameses van agafar i enviar a Ayuthaya un canó inscrit. El canó va quedar allà fins que va ser capturat durant la guerra birmana-siamesa de 1765–1767 i transportat a Birmània. Fou llavors agafat pels britànics en la tercera guerra anglo-birmana (1885–1887) i embarcat cap a Anglaterra. El 1887 va ser presentat a l'Hospital Reial de Chelsea a Londres i exhibit després al peu del pal als terrenys del patí. El canó porta onze inscriptions, nou de les quals són amb caràcters àrabs amb inscrustacions de plata. Una inscripció esmenta al gravador, Tun Juma'a Abu Mandus de Singora; una altra està posada dins d'un circle de disseny arabesc i s'hi llegeix "El segell del sultà Sulaiman Shah, el rei victoriós".
Les fonts pertanyents al viatge del canó de Singora a Londres inclouen el Hmannan Yazawin (la primera crònica oficial de Birmània de la dinastia Konbaung) i els informes escrits pel general Sir Harry Prendergast, comandant de la Força Expedicionària Birmana que va capturar Mandalay en la tercera guerra anglo-birmana. El Hmannan Yazawin proporciona un inventari de les armes agafades pels birmans després del saqueig d'Ayuthaya, anotant que la majoria de pistoles van ser destruïdes i només les peces més bones es van transportar a Birmània. Correspondència entre el general Prendergast i els seus superiors a l'Índia detallen el material agafat durant la campanya de Birmània i llista els canons enviats com a regals a la reina Victoria, el virrei de l'Índia, els governadors britànics de Madras i Bombay, la Universitat Naval Reial de Greenwich, les drassanes de Portsmouth i Plymouth i l'Hospital Reial de Chelsea. Una carta a l'Hospital Reial esmenta el canó de Singora canó com una arma-trofeu birmà rebut del govern de l'Índia l'octubre de 1887.